# E117
La ruta europea E117 és una carretera que forma part de la Xarxa de carreteres europees. Comença a Mineràlnie Vodi (Rússia) i finalitza a Meghrí (Armènia). Té una longitud aproximada de 1050 km.
Té una orientació de nord a sud. La carretera passa pels països de Rússia, Geòrgia i Armènia.